# Trần Vỹ (diễn viên)
Trần Vỹ là một nữ diễn viên điện ảnh và truyền hình người Hồng Kông.

## Đời tư
Trần Vỹ được sinh ra ở Bắc Kinh, có tổ tiên ở thành phố Phổ Ninh (Quảng Đông). Cô sang định cư ở Hồng Kông với bố mẹ và chị gái khi cô một tuổi rưỡi. Sau khi tốt nghiệp trung học, cô theo học trường Cao đẳng Giáo dục. Cô dừng lại sau hai năm học để tham gia cuộc thi sắc đẹp Hoa hậu châu Á 1996 lúc 22 tuổi.

## Sự nghiệp
Trần Vỹ bắt đầu sự nghiệp truyền hình và diễn xuất sau khi chiến thắng cuộc thi sắc đẹp Hoa hậu châu Á 1996. Cô đã ký hợp đồng quản lý với Truyền hình Châu Á (ATV) cùng năm đó, và bắt đầu quay bộ phim truyền hình đầu tiên của mình. Trần Vỹ nhanh chóng trở thành một trong những nữ diễn viên nổi tiếng nhất trong ATV, bên cạnh Vạn Ỷ Văn, Điền Nhuỵ Ni và Dương Cung Như. Năm 2005, cô nhận được sự công nhận cho vai chính của mình trong một bộ phim dựa trên nữ diễn viên quá cố Mai Diễm Phương.
Cô đã nghỉ hưu từ ngành công nghiệp sau khi kết hôn với doanh nhân Đài Loan Nhan Chí Hành. Năm 2012, Trần Vỹ trở lại diễn xuất và ký hợp đồng quay phim với TVB.

## Sự nghiệp diễn xuất

### Phim truyền hình (ATV)
| Năm  | Tựa                      | Vai Diễn                      | Ghi Chú |
| ---- | ------------------------ | ----------------------------- | ------- |
| 1997 | Tuyết hoa thần kiếm      | Trần Huyền Sương              |         |
| 1997 | Ma đạo tranh bá III      | Lãnh Thúy                     |         |
| 1997 | 97 Rồng Đổi Màu          | Aunt D                        |         |
| 1997 | My Brother, My Mum       | Chu Man-wai                   |         |
| 1998 | Pretty Police Woman      | Officer Chow Mei-yee          |         |
| 1998 | Khử tà diệt ma           | Diệu Thiện Thượng Sư/ Quan Âm |         |
| 1999 | Mãnh hổ thành Quảng Đông | Đông Chí                      |         |
| 1999 | Kỳ Phùng địch thủ        | Yang Xiaodong                 |         |
| 2000 | Cuộc chiến thế kỷ        | Cheng Hei-man                 |         |
| 2000 | Sắc đẹp vĩnh cửu         | Pauline Chan Ho-yan           |         |
| 2001 | Hiệp cốt nhân tâm        |                               |         |
| 2001 | Không chốn dung thân     | Yau Ying                      |         |
| 2001 | A True Cop Story         | Kwok Yun-yung                 |         |
| 2001 | Love Out of Gamble       | Siu Chi-fong                  |         |
| 2002 | Son from the Past        | Kam Lan / Hung Ling           |         |
| 2002 | As You Wish              | Maria                         |         |
| 2003 | Jin Ye Wu Feng           |                               |         |
| 2003 | Xie Ling Long            |                               |         |
| 2003 | Shu Si Jiao Liang        |                               |         |
| 2003 | Tuyệt thế thần y         | Yeung Piu-piu                 |         |
| 2003 | Mama, I Love You         | Ho Yi-kuen                    |         |
| 2003 | Hương Lửa Vạn Gia        | Ng Tin-yuen                   |         |
| 2004 | Khử tà diệt ma III       | Dao Trì Thánh Mẫu/ Dao Quỳnh  |         |
| 2005 | Sắc đẹp vĩnh cửu II      | Lôi Kiếm Phương               |         |
| 2006 | Mei Yan Fang Fei         | Fang Yanmei                   |         |
| 2006 | Đại Thanh hậu cung       | Bát Nhĩ Tề Cát Đặc Cảnh Trân  |         |
| 2007 | Kế hoạch A               | Lau Yu-yin                    |         |
| 2008 | Nhân giả Hoàng Phi Hồng  | Fong Chi-wah                  |         |

### Phim truyền hình (TVB)
| Năm  | Tựa                               | Vai Diễn                            | Ghi Chú |
| ---- | --------------------------------- | ----------------------------------- | ------- |
| 2012 | Pháp võng truy kích               | Pong Tit-sum (Bàng Thiết Tâm)       |         |
| 2013 | Thâm cung nội chiến II            | Kwok Yuen-ching                     |         |
| 2013 | Không khoan nhượng                | Ting Hau (Đinh Xảo)                 |         |
| 2014 | Cung tỏa liên thành               | Liniang                             |         |
| 2014 | Đội điều tra liêm chính           | Yip Mei-la                          |         |
| 2014 | Thố nương tử                      | Tiền Sương                          |         |
| 2015 | Kiêu hùng                         | Diêu Quế Sinh                       |         |
| 2015 | Đông pha gia sự                   | Lau Yuet-ngor                       |         |
| 2015 | Thiên sứ tập sự                   | Defea Cheuk Tsz-kwan                |         |
| 2016 | Ông trùm giải nghệ                | So Yau-lam                          |         |
| 2016 | Người bố thân yêu                 | Judy Chu Lai-sin                    |         |
| 2016 | Two Steps from Heaven             | Selina Koo Sing-fun                 |         |
| 2017 | Trò chơi hôn nhân                 | Carol Sze Ka-lo                     |         |
| 2017 | Sứ đồ hành giả II                 | Lau Kam-ying (Diêu San San)         |         |
| 2018 | Bà trùm                           | Barbara Lee Mung-lo (Big Bar)       |         |
| 2018 | Thâm cung kế                      | Thái Bình công chúa                 |         |
| 2019 | Nữ thần thám                      | Bau Mui-tai ( Bào Mụi Đệ)           |         |
| 2019 | Ngày tốt lành                     | Janet Bin Wai-ching (Miss Bin)      |         |
| 2019 | Người vợ đa năng                  | Joanna Man Fung-wah (Vạn Phong Hoa) |         |
| 2020 | Mái ấm gia đình IV                | Angelina Lin Na-kuen                |         |
| 2020 | Bằng chứng thép IV                | Thủy Tuệ Minh                       |         |
| 2021 | Hình trinh nhật ký                | Leung Yat-sze                       |         |
| 2021 | Forever Young At Heart            | Gigi's mother                       |         |
| 2022 | Người lạ mặt song sinh            | Flora Lee Tsz-ying                  |         |
| 2022 | Communion( trở về)                | Tang Lai-kuen                       |         |
| 2022 | Against Darkness(hộ vệ thầm lặng) | "CK" Fong Tze-kiu (Madam Fong)      |         |

### Phim truyền hình (Thiệu thị huynh đệ)
| Năm  | Tựa      | Vai Diễn        | Ghi Chú          |
| ---- | -------- | --------------- | ---------------- |
| 2021 | Phi hổ 3 | Tina Or Tsz-sin | Guest Appearance |

### Phim điện ảnh
| Năm  | Tựa                    | Vai Diễn | Ghi Chú |
| ---- | ---------------------- | -------- | ------- |
| 1997 | Lan Kwai Fong          |          |         |
| 1999 | Lời nguyền linh thiêng |          |         |
| 2000 | Guilty or Not          |          |         |
| 2000 | Lời nguyền ma xó II    |          |         |
| 2000 | Phantom Call           |          |         |
| 2000 | Si hóa đặc cảnh        |          |         |
| 2000 | Ransom Express         |          |         |
| 2001 | City of Desire         |          |         |
| 2006 | Vua lừa bịp            |          |         |
| 2007 | Mỹ nữ thực thần        |          |         |
| 2013 | Hương vị trái cấm      |          |         |
| 2014 | Người băng             |          |         |
| 2016 | Hình cảnh huynh đệ     |          |         |
| 2019 | The Fallen             |          |         |